# Trasmoz
Trasmoz é um município da Espanha na província de Saragoça, comunidade autónoma de Aragão. Tem 18,1 km² de área e em 2021 tinha 82 habitantes (densidade: 4,5 hab./km²).

## Demografia
| Variação demográfica do município entre 1991 e 2004 | Variação demográfica do município entre 1991 e 2004 | Variação demográfica do município entre 1991 e 2004 | Variação demográfica do município entre 1991 e 2004 |
| --------------------------------------------------- | --------------------------------------------------- | --------------------------------------------------- | --------------------------------------------------- |
| 1991                                                | 1996                                                | 2001                                                | 2004                                                |
| 80                                                  | 67                                                  | 61                                                  | 65                                                  |